# Charlie Coyle
Charles Robert Coyle (ur. 2 marca 1992 w Weymouth, Massachusetts, USA) – hokeista amerykański, gracz ligi NHL, reprezentant Stanów Zjednoczonych.

## Kariera klubowa
- Boston University (2010 - 25.03.2012)
- Saint John Sea Dogs (17.12.2011 - 1.03.2012)
- Minnesota Wild (1.03.2012 - 21.02.2019)
  -  Houston Aeros (2012 - 2013)
- Boston Bruins (21.02.2019 -

## Kariera reprezentacyjna
- Reprezentant USA na  MŚJ U-20 w 2011
- Reprezentant USA na  MŚJ U-20 w 2012
- Reprezentant USA na MŚ w 2015

## Sukcesy
Reprezentacyjne
- Brązowy medal z reprezentacją USA na  MŚJ U-20 w 2011
- Brązowy medal z reprezentacją USA na MŚ w 2015

Klubowe
- Prince of Wales Trophy z zespołem Boston Bruins w sezonie 2018-2019